# Armand Limnander de Nieuwenhove

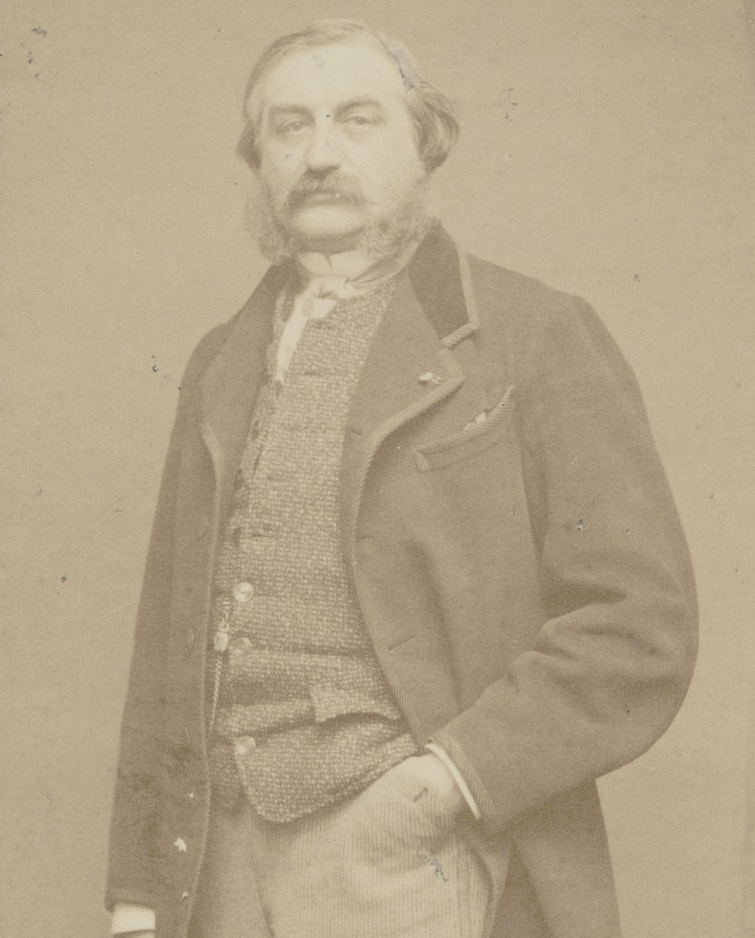

Armand Marie Ghislain Limnander de Nieuwenhove  (Gent, 22 mei 1814 – kasteel van Moignanville, Buno-Bonnevaux, 15 augustus 1892) was een Belgisch componist.

## Levensloop
Armand Limnander behoorde tot de adellijke Gentse familie Limnander. Vanaf 1823 deed hij middelbare studies aan het college van de jezuïeten in Saint-Acheul, daarna in het college van Fribourg (Zwitserland) eveneens van de jezuïeten. Het was in deze tweede school dat de Belgische jezuïet Louis Lambilotte hem viool, piano, harmonie en compositie aanleerde.
Na zijn terugkeer in België stichtte hij in 1835 een symfonische vereniging in Mechelen, waaruit het koor Réunion lyrique groeide, waar hij de directeur van was. Hij vervolmaakte zich verder onder leiding van François-Joseph Fétis.
In 1845 verhuisde hij naar Parijs en verwierf er naam als operacomponist. Werken van hem werden uitgevoerd in de Opéra Comique, in de Conservatoire, aan het hof van koning Louis-Philippe, etc. Ook in de Belgische operahuizen werden werken van hem opgevoerd.
In 1870 (Frans-Duitse Oorlog) verhuisde hij weer naar België. Hij werd er jurylid voor de Prijs van Rome, afdeling composities. Hij werd ook lid van de Koninklijke Academie. In 1883 werd hij corresponderend lid van het Institut de France.
In 1871 verkreeg Armand, samen met zijn broer Victor Limnander (1816-1897) de titel baron, overdraagbaar op alle afstammelingen.
Vanaf 1882 verbleef hij op het kasteel van Moignanville en overleed er als gevolg van een longontsteking.
Armand trouwde in 1835 met Euphémie de Meester (1808-1848) en hertrouwde in 1850 met Caroline Blin (1819-1917). Hij had vijf kinderen uit het eerste en drie kinderen uit het tweede bed. Onder hen was er Fernand Limnander de Nieuwenhove (1854-1882), die trouwde met Henriette de Knuyt (1860-1937).
Hun zoon Gaston Limnander de Nieuwenhove (1880-1974) had die kinderen uit zijn eerste huwelijk. Onder hen Armand Limnander de Nieuwenhove (1902-1991). Die zijn zoon, Gerald Limnander de Nieuwenhove (°1933 - 2021) trouwde met een Colombiaanse en vestigde zich in dit land. Hun twee zonen vestigden zich in de Verenigde Staten.

## Composities

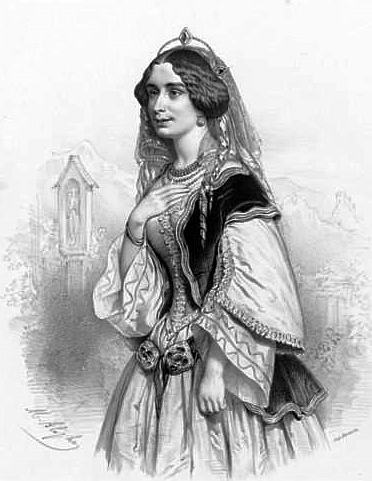
Delphine Ugalde als Béatrix in Les Monténégrins

Limnander schreef zeven opera's, onder meer:
- Les Monténégrins, komische opera (1849).
- Le château de Barbe-Bleue, komische opera (1851).
- Le Maître-chanteur (1853).
- Yvonne, lyrisch drama (1859).

Hij beoefende vele genres, onder meer:
- Oratorium: Scènes druïdiques.
- Cantate: Chant jubilaire (1856).
- Kamermuziek: strijkkwartetten en sonates voor cello en piano.
- Orkestwerken: Symphonie triomphale - La fin de la moisson.
- Religieuze muziek: Salve regina - Tantum ergo - Super flumina Babylonis - Requiem.